# Tony Tubbs
Tony Tubbs (15 de febrero de 1958) es un ex boxeador profesional estadounidense que compitió entre 1980 y 1997, y entre 2002 y 2006, consiguiendo el título mundial de los pesos pesados por la Asociación Mundial de Boxeo en los años 1985 y 1986.

## Biografía

### Título mundial
El 29 de abril de 1985 desafió a Greg Page por el título mundial de los pesos pesados. Se habían enfrentado en siete ocasiones como aficionados, con seis victorias para Page, pero en su único enfrentamiento como profesionales Tubbs ganó por decisión unánime en quince asaltos. El 17 de enero de 1986, realizó su primera defensa del título contra el excampeón de peso pesado del Consejo Mundial de Boxeo, Tim Witherspoon. La pelea duró quince asaltos, pero Witherspoon ganó por decisión mayoritaria.
Tras ganar tres combates más en 1987 ante Mike Jameson, Jerry Halstead y Eddie Gonzales, el 21 de marzo de 1988, tuvo la oportunidad de enfrentarse a Mike Tyson, que había unificado los principales tres cinturones mundiales, el del Consejo Mundial de Boxeo, la Asociación Mundial de Boxeo y la Federación Internacional de Boxeo. Sin embargo, Tubbs fue noqueado en el segundo asalto.